# Lotta senegalese

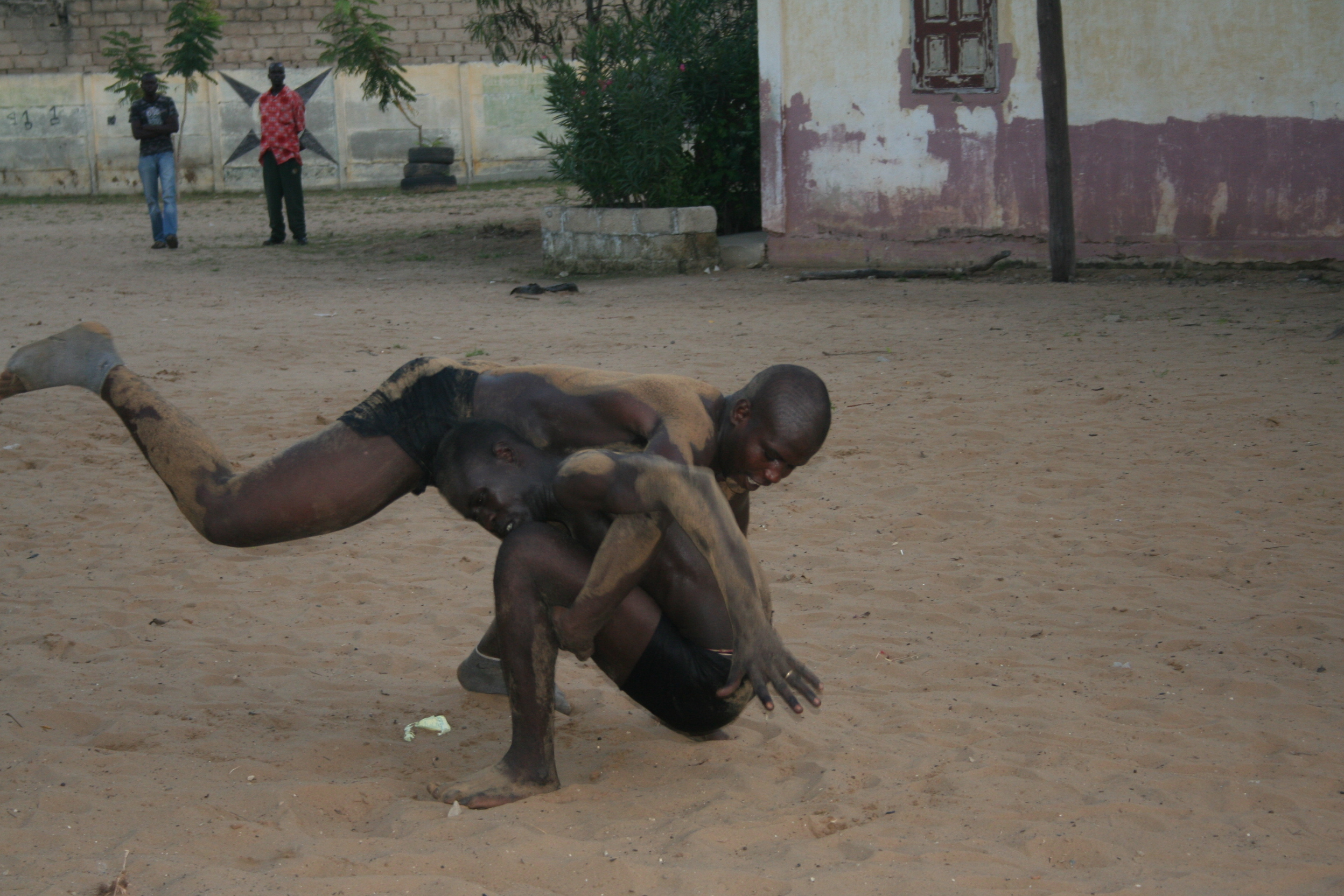
Lotta tradizionale senegalese

La lotta senegalese, il cui nome originale è laamb, è una lotta tradizionale africana tra le più antiche e strutturate. La si può definire un insieme di rito, sport, spettacolo ed è la disciplina agonistica più seguita.
L'incontro è preceduto da una cerimonia folcloristica. I lottatori sono accompagnati da griot che suonano i tamburi, dal marabout che li benedice, e da donne che cantano per incoraggiamento.
Riti propiziatori da parte degli atleti vengono compiuti in un momento antecedente l'incontro: aspersione del corpo col latte, rottura delle zucche, esibizione degli amuleti e danze autoctone.
La festa rituale associata alla lotta senegalese ha una durata media di sei ore, e comprende diversi incontri di lotta accompagnati dalla musica.
La lotta vera e propria consiste in un combattimento corpo a corpo, a mani nude e sulla sabbia e termina con l'atterramento di uno dei lottatori.
I campioni Modou Lo e Bombardier sono i più conosciuti.